# Ducati 998
A Ducati 998,é uma versão atualizada da Ducati 996, esta que, durou apenas uma temporada no mercado.O motor compartilha algumas peças com o 996. As séries 916, 996, 998 foram a grande descoberta da Ducati e o grande impulso para a marca conquistar o campeonato de Superbike 2003 e para impulsionar a Ducati para as próximas temporadas. A Ducati 998 foi essencialmente desenhada para correr, mas também foi criada a pensar nos amantes da marca que procuram ter o maior conforto juntamente com adrenalina segurança e velocidade, e o que faz a marca Ducati ser tão apreciada e respeitada no mundo do motociclismo.A Ducati 998 é uma das motos atualmente com mais binário no mundo do motociclismo.